# Rudolf von Bünau
Rudolf von Bünau (19 de agosto de 1890 - 14 de enero de 1962) fue un general alemán en la Wehrmacht durante la II Guerra Mundial quien comandó varios cuerpos. Fue condecorado con la Cruz de Caballero de la Cruz de Hierro con hojas de roble de la Alemania Nazi. Su hijo, también llamado Rudolf von Bünau, fue condecorado con la Cruz de Caballero de la Cruz de Hierro el 8 de agosto de 1943; este murió en acción justo una semana después el 15 de agosto de 1943 en el sur de Roslavl. Su otro hijo, Günther von Bünau, también murió en combate en 1943.
Según los documentos liberados por el Bundesnachrichtendienst en 2014, Rudolf von Bünau, lideró un "grupo de estado mayor" del Schnez-Truppe, una fuerza paramilitar alemana secreta fundada por veteranos nazis en 1949.

## Condecoraciones
- Cruz de Hierro (1914) 2ª Clase (9 de septiembre de 1914) & 1ª Clase (14 de noviembre de 1914)[2]
- Broche de la Cruz de Hierro (1939) 2ª Clase (1 de octubre de 1939) & 1ª Clase (5 de octubre de 1939)[2]
- Cruz Alemana en Oro el 23 de enero de 1943 como Generalleutnant y comandante de la 73. Infanterie-Division[3]
- Cruz de Caballero de la Cruz de Hierro con Hojas de Roble
  - Cruz de Caballero el 15 de agosto de 1940 como Oberst y comandante del Infanterie-Regiment 133[4]
  - 766ª Hojas de Roble el 5 de marzo de 1945 como General der Infanterie y comandante del XI.Armeekorps[5]